# Catalyseur d'oxydation de l'eau

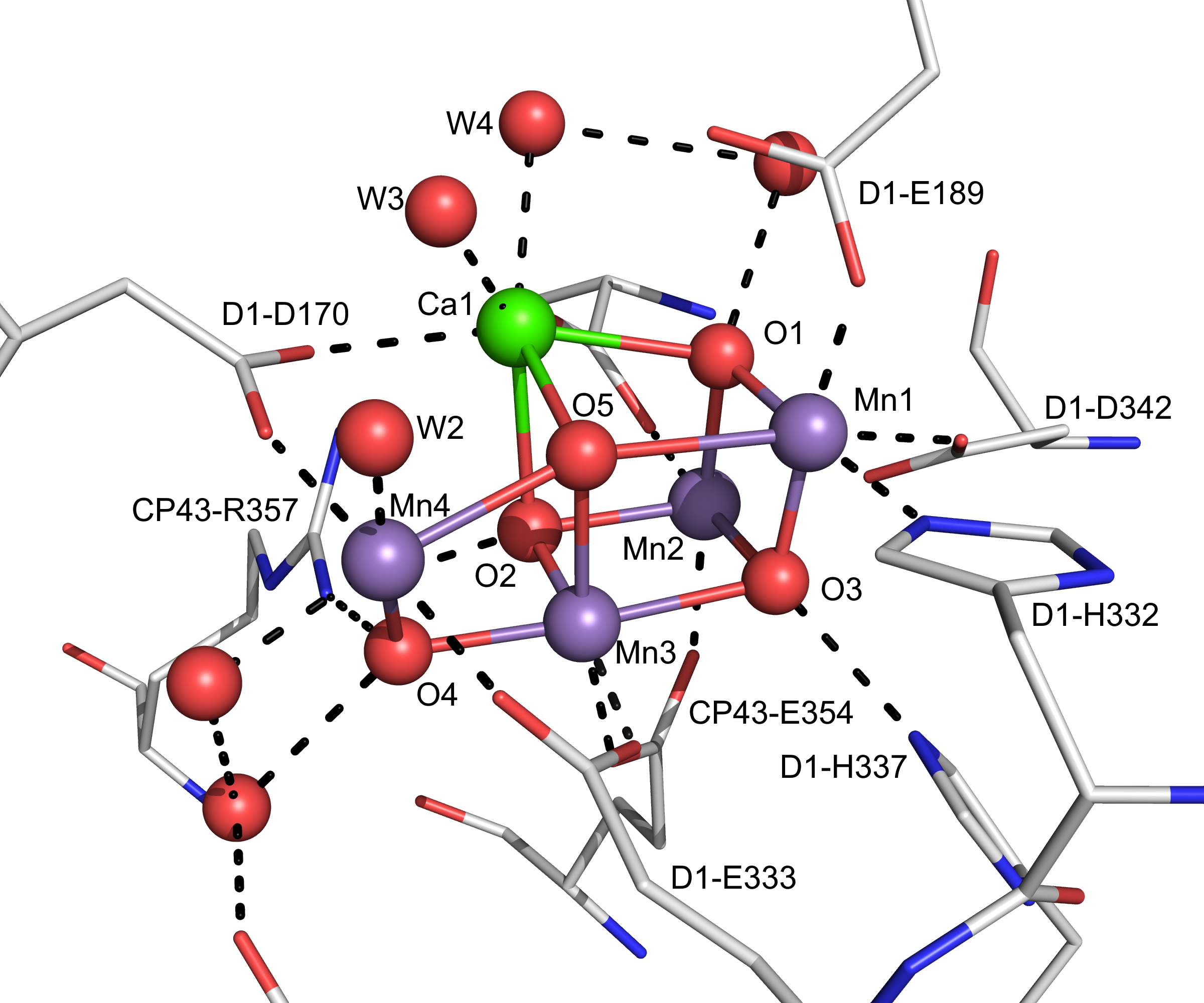
Structure du cluster du complexe d'oxydation de l'eau du photosystème II à une résolution de 190 pm.

Les catalyseurs d'oxydation de l'eau permettent l'accélération de la conversion de l'eau H2O en dioxygène O2 et en ion hydrogène H+ :
2 H2O ⟶ O2 + 4 H+ + 4 e−.
De nombreux types de tels catalyseurs peuvent être utilisés, aussi bien en catalyse homogène qu'en catalyse hétérogène. Le complexe d'oxydation de l'eau du photosystème II dans la photosynthèse en est un exemple. L'intérêt de ce processus réside dans le fait qu'il peut permettre de produire de l'hydrogène, comme le craquage de l'eau. Un bon catalyseur d'oxydation de l'eau est caractérisé par un fonctionnement à faible surtension, une bonne stabilité, la mise en œuvre de précurseurs non toxiques, le tout à un coût modéré.

## Catalyse homogène

### Complexes de ruthénium

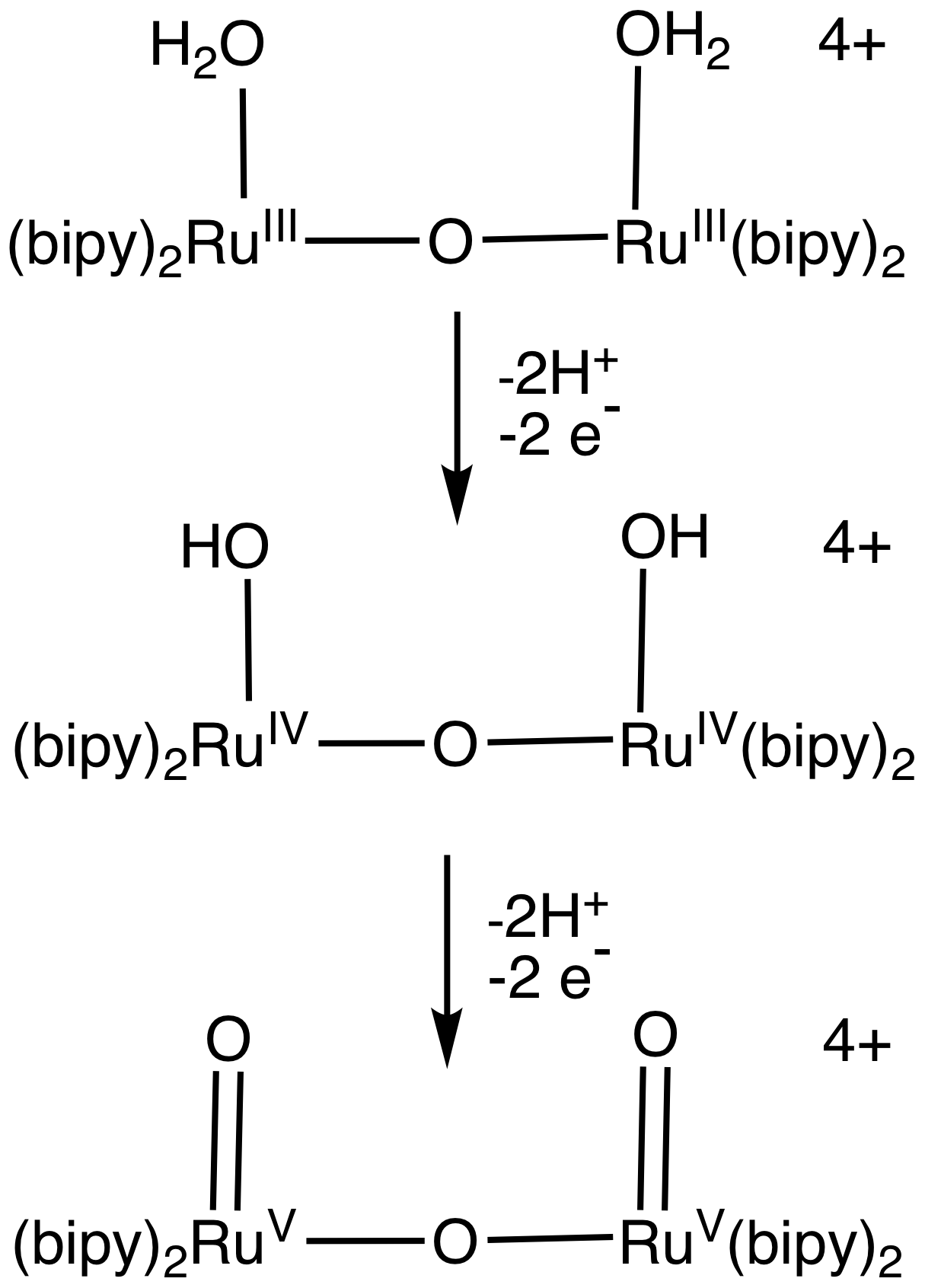
PCET du « dimère bleu » 4+.

Un certain nombre de complexes aqua-ruthénium catalysent l'oxydation de l'eau. La plupart de ces catalyseurs comprennent des ligands bipyridine et terpyridine,,. Les catalyseurs à acide picolinique (acide pyridine-2-carboxylique) présentent une constante catalytique de l'ordre 300 s−1 comparable à celle du photosystème II,. Des ligands polypyridyle ont également été étudiés,.

### Complexes de cobalt et de fer
Les premiers exemples de catalyseurs de l'oxydation de l'eau à base de cobalt étaient instables. Un catalyseur homogène [Co(Py5)(H2O)](ClO4)2 fonctionne par transfert couplé d'électron et de proton (en) (PCET) pour former une espèce [CoIII–OH]2+, qui, lors d'une oxydation supplémentaire, forme un intermédiaire CoIV. L'intermédiaire formé réagit avec l'eau pour libérer l'O2. Le complexe cobalt-polyoxométallate [Co4(H2O)2(α-PW9O34)2]10− est un catalyseur d'oxydation de l'eau très efficace.
Certains complexes de fer catalysent également l'oxydation de l'eau, comme le complexe soluble dans l'eau [Fe(OTf)2(Me2PyTACN)], où Me2PyTACN indique le triméthyltriazacyclononane substitué avec une pyridine et OTf indique le triflate, qui est un catalyseur efficace. De nombreux complexes apparentés avec des sites cis labiles sont des catalyseurs actifs. Il s'avère que la plupart d'entre eux se dégrade en quelques heures. On peut obtenir des catalyseurs de plus grande stabilité en utilisant des clathrochélates robustes qui stabilisent les états d'oxydation élevés du fer et empêchent la dégradation rapide du catalyseur. Le nombre et la stéréochimie des sites de coordination réactifs sur l'atome de fer ont été étudiés, mais sans que cela dégage de tendance claire.

### Complexes d'iridium
Les complexes [Ir(ppy)2(OH2)2]+, où ppy indique la 2-phénylpyridine présentent une constante catalytique élevée mais une vitesse de réaction faible, donc un nombre réduit de sites catalytiques. Le remplacement de la 2-phénylpyridine par le pentaméthylcyclopentadiényle C5Me5, généralement noté Cp*, entraîne en revanche une augmentation de l'activité catalytique mais une diminution de la constante catalytique. L'attaque nucléophile de l'eau sur les espèces Ir=O est à l'origine de la formation d'O2.

## Catalyse hétérogène
L'oxyde d'iridium est un catalyseur d'oxydation de l'eau solide et stable qui ne demande qu'une surtension assez faible.
Une couche mince d'oxyde à base de nickel et de borate peut libérer de l'oxygène dans des conditions quasi neutres et à une surtension d'environ 425 mV en restant stable assez longtemps. Sa structure a pu être étudiée par spectroscopie des rayons X et s'est montrée semblable aux catalyseurs à base de couches minces de cobalt et aux colloïdes de manganèse,,.
L'oxyde de cobalt(II,III) Co3O4 a été étudié également pour un fonctionnement semblable à celui d'autres sels de cobalt. Il existe également des catalyseurs d'oxydation l'eau actifs à pH neutre à base de phosphates de cobalt.
Les nanomatériaux du groupe du spinelle enduits sur des susbstrats carbonés peuvent également être des catalyseurs efficaces pour oxyder l'eau,.